# (7192) Cieletespace
(7192) Cieletespace est un astéroïde de la ceinture principale, découvert le 12 novembre 1993 par les astronomes japonais Kin Endate et Kazurō Watanabe depuis l'observatoire de Kitami (Japon).
Il est nommé d'après la revue francophone Ciel et Espace consacrée aux sciences de l'univers.